# Тур Швейцарии 1976
40-й выпуск Тура Швейцарии — шоссейной многодневной велогонки по дорогам Швейцарии. Гонка проводилась с 9 по 18 июня 1976 года. Победу одержал нидерландский велогонщик Хенни Кёйпер.

## Участники
Участие в гонке приняли 12 велокоманд.
| Профессиональные велокоманды (12)- Flandria-Velda-West Vlaams Vleesbedrijf - Miko-de Gribaldy-Superia - TI-Raleigh-Campagnolo - Lejeune-BP - Kas-Campagnolo - Bantel - Maes Pils-Rokado - Cuneo-Benotto - Brooklyn - Kaenel-Colnago - Frisol-Gazelle - Jobo-Wolber-La France |
| |

## Маршрут
Гонка состояла из пролога и 11 этапов, общей протяженностью 1456,5 километра. Финиш третьего и старт четвёртого этапов находились в столице Лихтенштейна — городе Вадуц. Пролог, а также этапы 5 и 11 были проведены в формате индивидуальной раздельной гонки.
| Этап   | Дата   | Маршрут                   | type                    | Длина (км) | Победитель       | Лидер генеральной классификации |
| ------ | ------ | ------------------------- | ----------------------- | ---------- | ---------------- | ------------------------------- |
| Пролог | 9 июн  | Муртен – Муртен           | индивидуальная разделка | 4          | Фредди Мартенс   | Фредди Мартенс                  |
| 1      | 10 июн | Муртен – Бремгартен       |                         | 181        | Фредди Мартенс   | Фредди Мартенс                  |
| 2      | 11 июн | Бремгартен – Амден        |                         | 155        | Мишель Поллентье | Мишель Поллентье                |
| 3      | 12 июн | Амден – Вадуц             |                         | 169        | Хенни Кёйпер     | Хенни Кёйпер                    |
| 4      | 13 июн | Вадуц – Ленцерхайде       |                         | 108        | Мишель Поллентье | Хенни Кёйпер                    |
| 5      | 13 июн | Ленцерхайде – Ленцерхайде | индивидуальная разделка | 25         | Рене Савари      | Хенни Кёйпер                    |
| 6      | 14 июн | Ленцерхайде – Локарно     |                         | 186,5      | Дитрих Турау     | Андре Ромеро                    |
| 7      | 15 июн | Локарно – Мёрель          |                         | 172,5      | Хосе Песарродона | Андре Ромеро                    |
| 8      | 16 июн | Мёрель – Лозанна          |                         | 163        | Герт Малфайт     | Андре Ромеро                    |
| 9      | 17 июн | Лозанна – Золотурн        |                         | 188        | Иван Шмид        | Андре Ромеро                    |
| 10     | 18 июн | Золотурн – Муртен         |                         | 81         | Пит Ван Катвейк  | Андре Ромеро                    |
| 11     | 18 июн | Муртен – Муртен           | индивидуальная разделка | 23,5       | Мишель Поллентье | Хенни Кёйпер                    |

## Итоговое положение
| \| Генеральная классификация \| Генеральная классификация \| Генеральная классификация \| Генеральная классификация \| Генеральная классификация \| \| Гонщик \| Гонщик \| Команда \| Время \| \| \| ------------------------- \| ------------------------- \| --------------------------------------- \| ------------------------- \| ------------------------- \| \| 1-й \| Хенни Кёйпер \| TI-Raleigh-Campagnolo \| 39ч 09' 02 \| \| \| 2-й \| Мишель Поллентье \| Flandria-Velda-West Vlaams Vleesbedrijf \| + 42 \| \| \| 3-й \| Хосе Песарродона \| Kas-Campagnolo \| + 1' 23 \| \| \| 4-й \| Жозе Мартинш \| Kas-Campagnolo \| + 1' 41 \| \| \| 5-й \| Берт Пронк \| TI-Raleigh-Campagnolo \| + 1' 46 \| \| \| 6-й \| Андре Ромеро \| Jobo-Wolber-La France \| + 2' 07 \| \| \| 7-й \| Фредди Мартенс \| Flandria-Velda-West Vlaams Vleesbedrijf \| + 5' 14 \| \| \| 8-й \| Дитрих Турау \| TI-Raleigh-Campagnolo \| + 8' 00 \| \| \| 9-й \| Фердинанд Жюльен \| Lejeune-BP \| + 10' 01 \| \| \| 10-й \| Энрике Мартинес Эредия \| Kas-Campagnolo \| + 12' 09 \| \| |                        |                                         |            |
| |                        |                                         |            |
| |                        |                                         |            |
| Генеральная классификация |                        |                                         |            |
| Гонщик | Гонщик                 | Команда                                 | Время      |
| 1-й | Хенни Кёйпер           | TI-Raleigh-Campagnolo                   | 39ч 09' 02 |
| 2-й | Мишель Поллентье       | Flandria-Velda-West Vlaams Vleesbedrijf | + 42       |
| 3-й | Хосе Песарродона       | Kas-Campagnolo                          | + 1' 23    |
| 4-й | Жозе Мартинш           | Kas-Campagnolo                          | + 1' 41    |
| 5-й | Берт Пронк             | TI-Raleigh-Campagnolo                   | + 1' 46    |
| 6-й | Андре Ромеро           | Jobo-Wolber-La France                   | + 2' 07    |
| 7-й | Фредди Мартенс         | Flandria-Velda-West Vlaams Vleesbedrijf | + 5' 14    |
| 8-й | Дитрих Турау           | TI-Raleigh-Campagnolo                   | + 8' 00    |
| 9-й | Фердинанд Жюльен       | Lejeune-BP                              | + 10' 01   |
| 10-й | Энрике Мартинес Эредия | Kas-Campagnolo                          | + 12' 09   |

| Очковая классификация | Очковая классификация | Очковая классификация                   | Очковая классификация | Очковая классификация |
| Гонщик                | Гонщик                | Команда                                 | Очки                  |                       |
| --------------------- | --------------------- | --------------------------------------- | --------------------- | --------------------- |
| 1-й                   | Фредди Мартенс        | Flandria-Velda-West Vlaams Vleesbedrijf | 176 очков             |                       |
| 2-й                   | Мишель Поллентье      | Flandria-Velda-West Vlaams Vleesbedrijf | 158 очков             |                       |
| 3-й                   | Андре Ромеро          | Jobo-Wolber-La France                   | 132 очков             |                       |

| Очковая классификация | Очковая классификация | Очковая классификация                   | Очковая классификация | Очковая классификация |
| Гонщик                | Гонщик                | Команда                                 | Очки                  |                       |
| --------------------- | --------------------- | --------------------------------------- | --------------------- | --------------------- |
| 1-й                   | Фредди Мартенс        | Flandria-Velda-West Vlaams Vleesbedrijf | 176 очков             |                       |
| 2-й                   | Мишель Поллентье      | Flandria-Velda-West Vlaams Vleesbedrijf | 158 очков             |                       |
| 3-й                   | Андре Ромеро          | Jobo-Wolber-La France                   | 132 очков             |                       |

| Горная классификация | Горная классификация | Горная классификация  | Горная классификация | Горная классификация |
| Гонщик               | Гонщик               | Команда               | Очки                 |                      |
| -------------------- | -------------------- | --------------------- | -------------------- | -------------------- |
| 1-й                  | Жозе Мартинш         | Kas-Campagnolo        | 38 очков             |                      |
| 2-й                  | Андре Ромеро         | Jobo-Wolber-La France | 35 очков             |                      |
| 3-й                  | Берт Пронк           | TI-Raleigh-Campagnolo | 27 очков             |                      |

| Горная классификация | Горная классификация | Горная классификация  | Горная классификация | Горная классификация |
| Гонщик               | Гонщик               | Команда               | Очки                 |                      |
| -------------------- | -------------------- | --------------------- | -------------------- | -------------------- |
| 1-й                  | Жозе Мартинш         | Kas-Campagnolo        | 38 очков             |                      |
| 2-й                  | Андре Ромеро         | Jobo-Wolber-La France | 35 очков             |                      |
| 3-й                  | Берт Пронк           | TI-Raleigh-Campagnolo | 27 очков             |                      |

| Командная классификация по времени | Командная классификация по времени      | Командная классификация по времени | Командная классификация по времени |
| Команда                            | Команда                                 | Время                              |                                    |
| ---------------------------------- | --------------------------------------- | ---------------------------------- | ---------------------------------- |
| 1-й                                | TI-Raleigh-Campagnolo                   | 115ч 20' 47                        |                                    |
| 2-й                                | Kas-Campagnolo                          | + 5' 23                            |                                    |
| 3-й                                | Flandria-Velda-West Vlaams Vleesbedrijf | + 10' 11                           |                                    |